# Juri Ide
Juri Ide (井出 樹里, Ide Juri), née le 9 juin 1983 à Setagaya, est une triathlète japonaise, triple championne du Japon (2008, 2009 et 2011).

## Palmarès
Le tableau présente les résultats les plus significatifs (podium) obtenus sur le circuit national et international de triathlon depuis 2006.
| Année | Compétition                                  | Pays           | Position           | Temps           |
| ----- | -------------------------------------------- | -------------- | ------------------ | --------------- |
| 2021  | Coupe d'Asie - l'étape de Doha               | Qatar          | Médaille d'or      | 1 h 56 min 54 s |
| 2019  | Coupe d'Afrique - l'étape de Dakhla          | Maroc          | Médaille d'or      | 1 h 5 min 23 s  |
| 2019  | Championnat asiatique - relais mixte         | Corée du Sud   | Médaille d'or      | 1 h 18 min 35 s |
| 2017  | Coupe du monde - l'étape de Sarasota         | États-Unis     | Médaille d'or      | 2 h 4 min 21 s  |
| 2017  | WTS Gold Coast                               | Australie      | Médaille de bronze | 0 h 58 min 12 s |
| 2015  | Championnats d'Asie de triathlon             | Taipei chinois | Médaille d'argent  | 2 h 9 min 59 s  |
| 2014  | Jeux asiatiques d'Incheon                    | Corée du Sud   | Médaille d'argent  | 2 h 3 min 37 s  |
| 2014  | WTS Chicago                                  | États-Unis     | Médaille de bronze | 1 h 56 min 0 s  |
| 2013  | Coupe du monde - l'étape de Ishigaki         | Japon          | Médaille de bronze | 2 h 6 min 52 s  |
| 2011  | Coupe du monde - l'étape de Huatulco         | Mexique        | Médaille d'or      | 2 h 12 min 52 s |
| 2011  | Championnat du Japon                         | Japon          | Médaille d'or      | 2 h 1 min 31 s  |
| 2010  | Jeux d'Asie de plage à Mascate               | Oman           | Médaille d'or      | 2 h 6 min 57 s  |
| 2009  | WTS Yokohama                                 | Japon          | Médaille de bronze | 1 h 56 min 3 s  |
| 2009  | Championnats du Japon                        | Japon          | Médaille d'or      | 2 h 0 min 31 s  |
| 2009  | WTS Tongyeong                                | Corée du Sud   | Médaille de bronze | 2 h 3 min 31 s  |
| 2009  | Coupe du monde - l'étape de Ishigaki         | Japon          | Médaille d'or      | 2 h 3 min 32 s  |
| 2008  | Championnats du Japon                        | Japon          | Médaille d'or      | 1 h 59 min 1 s  |
| 2007  | Triathlon Eilat                              | Israël         | Médaille d'argent  | 2 h 3 min 10 s  |
| 2007  | Championnats d'Asie de triathlon à Tongyeong | Corée du Sud   | Médaille de bronze | 2 h 4 min 32 s  |
| 2007  | Coupe d'Asie - l'étape de Mékong             | Chine          | Médaille d'or      | 1 h 53 min 28 s |
| 2006  | Coupe d'Asie - l'étape de Amakusa            | Japon          | Médaille d'or      | 2 h 4 min 45 s  |

| Édition      | Position | Temps          |
| ------------ | -------- | -------------- |
| Londres 2012 | 34e      | 2 h 4 min 43 s |
| Pékin 2008   | 5e       | 2 h 0 min 23 s |